# Российская национальная перестраховочная компания
Российская национальная перестраховочная компания (РНПК) (Акционерное общество «Российская Национальная Перестраховочная Компания») — крупнейшая по размеру оплаченного уставного капитала российская перестраховочная компания. Оплаченный уставный капитал в ₽21,3 млрд обеспечивает РНПК также второе место по этому показателю среди всех российских страховых организаций (то есть не только перестраховочных, но и страховых компаний), а по размеру объявленного уставного капитала (₽71 млрд) компания является лидером на страховом рынке РФ. В марте 2022 года объявленный капитал компании был увеличен до ₽300 млрд.
Единственный владелец РНПК — государство в лице Банка России. Компания учреждена решением ЦБ РФ от 29 июля 2016 года как АО «Перестраховочная компания НПК», зарегистрирована 3 августа 2016 года, лицензия на перестраховочную деятельность ПС № 4351 выдана 12 октября 2016 года, внесена в единый государственный реестр субъектов страхового дела с номером 4351 .
Создание государственной национальной перестраховочной компании предусмотрено федеральным законом «О внесении изменений в Закон Российской Федерации „Об организации страхового дела в Российской Федерации“» от 3 июля 2016 года № 363-ФЗ и статьями 13.1-13.3 федерального закона № 4015-1 «Об организации страхового дела в Российской Федерации».
На фоне вторжения России на Украину РНПК включена в санкционный список стран Евросоюза, Канады и Великобритании.

## Цели создания
Низкая собственная ёмкость российского перестраховочного рынка давно беспокоила специалистов по перестрахованию и руководителей страхового надзора. Она различается для разных видов страхования и менялась с течением времени от $10–20 млн по единичному риску в 2005 году
до $100 млн. в 2015 году. Перестрахование — бизнес глобальный и трансграничный, однако в перестрахование за границу уходила слишком большая доля рисков и перестраховочных премий, которые можно было бы оставлять в России для инвестирования в национальную экономику. По данным ЦБ, в 2016 году российские компании передали в перестрахование премий на ₽132,1 млрд. Из них ₽112,5 млрд уплачены иностранным партнёрам и всего ₽19,6 млрд — российским. При этом объём премий, полученных российскими компаниями, составил ₽35,9 млрд, в том числе ₽16 млрд.— по договорам, принятым из-за рубежа.
Передача тех или иных рисков в перестрахование за рубеж становится невозможной при введении против страны-цедента экономических санкций. Обычно введение США и Евросоюзом экономических ограничений резко ухудшает возможности по зарубежному размещению рисков даже в странах, формально их не поддерживающих. Такая ситуация наблюдалась, например, с рисками из Ирана после введения против него экономических санкций.
Существуют также виды страхования, риски по которым характеризуются очень низкой частотностью, но очень высокой опустошительностью (то есть такие, по которым страховые события происходят крайне редко, но приводят к огромным убыткам). Их очень трудно страховать и перестраховывать в связи с отсутствием статистики и данных для определения размера страхового тарифа. Примерами таких рисков для нашей страны могут быть разрушение плотин крупных ГЭС, лесные и техногенные пожары в населённой местности, разрушительные наводнения и пр.
Некоторые риски требуют государственной поддержки при перестраховании в силу большого социального или экономического значения, но низкой привлекательности с точки зрения бизнес-результатов у отдельной страховой или перестраховочной компании. Среди них — большой перечень рисков в агростраховании, риски страхования жилья от катастрофических событий (наводнения, лесные пожары, землетрясения и т. п.).
Часть рисков — особенно по различным видам вмененного страхования — по своей природе в России организованы настолько оригинально и имеют такую своеобразную нормативную базу, что становятся непригодными для передачи иностранным компаниям.
Кроме того, довольно большое количество рисков просто невозможно передавать за рубеж по соображениям государственной безопасности (если их перестрахование, например, может вызвать разглашение государственных секретов) либо экономической безопасности (страхование по госзаказам).
Для преодоления всех перечисленных проблем и ограничений государством в лице Банка России и была создана РНПК, целями и задачами деятельности которой являются:
- обеспечение более высокой финансовой устойчивости российских страховщиков (а через это — и лучших условий страхования для населения и бизнеса);
- поддержка отечественного страхового рынка посредством предоставления перестраховочной емкости для защиты имущественных интересов:

лиц, в отношении которых имеются ограничения, прямо или косвенно связанные с решениями органов иностранных государств или международных организаций и препятствующие передаче в перестрахование за пределы территории Российской Федерации части обязательств по страховой выплате по основным договорам страхования;
собственников жилых помещений, заключивших с перестрахователем (страховщиком) договоры страхования на случай утраты (гибели) жилого помещения в результате чрезвычайных ситуаций, в том числе пожара, наводнения, иного стихийного бедствия, в случаях, предусмотренных законодательством Российской Федерации;
- контроль за передачей рисков российскими цедентами в перестрахование за рубеж, борьба с нелегальным выводом капиталов под видом перестраховочных операций[13][16].

## Государственные перестраховочные компании за рубежом
Российское государство учредило национальную перестраховочную компанию относительно недавно. Между тем в разных странах государственные перестраховщики, созданные в середине или в конце XX века, успешно действовали или действуют и поныне, выполняя похожие функции и решая подобные же задачи на национальных страховых рынках.

### Бразилия
Государственная монополия на операции перестрахования просуществовала в Бразилии с 1939 по 2007 годы. В этот период все операции перестрахования в Бразилии осуществляло «Бразильское общество перестрахования» (IRB Brazil Re). Эта компания принадлежала в равных долях государству и страховым компаниям Бразилии и помимо операций перестрахования регулировала также сострахование и ретроцессию. Целями её создания были поддержка национальных страховщиков и предотвращение оттока капиталов и валюты из Бразилии за рубеж.

### Индия
С 1972 года в Индии существовала государственная монополия на все виды страхования, все страховые и перестраховочные операции проводила «Генеральная страховая корпорация Индии» (General Insurance Corporation of India или GIC of India). В конце 1990-х годов началась либерализация страхового рынка Индии, в 2000 году у GIC остались только функции перестрахования и она была переименована в GIC Re. Все страховые компании Индии были обязаны перестраховывать в GIC Re 20 % рисков по имущественному страхованию и по страхованию жизни, компания фактически выступала перестраховочным посредником, поскольку через неё шло всё внутренне и зарубежное перестрахование. GIC Re является управляющей компанией для пула страхования морского каско. Главной целью создания GIC Re было обеспечение максимального удержания страховой премии внутри Индии и минимизация оттока перестраховочных премий за рубеж. Кроме того, в качестве задач были декларированы неуклонное повышение перестраховочной ёмкости, обеспечение наилучшей перестраховочной защиты и упрощение администрирования перестраховочного бизнеса для страховщиков.

### Китай
В 1996 году на страховом рынке Китая появляется «Государственная перестраховочная компания» (China Re), выделившаяся из созданной в 1949 году «Государственной страховой компании Китая» (People’s Insurance Company of China). По 2002 год компания оставалась перестраховочной монополией в Китае, причем страховые компании были обязаны перестраховывать в ней определённую долю по каждому принятому в страхование риску (например, по страхованию от несчастного случая и рисковому медицинскому страхованию — 20 %). В 2003 году на перестраховочный рынок Китая вышли также иностранные перестраховщики, а в 2007 году China Re была реорганизована в общество с ограниченной ответственностью и государственное участие в ней стало не прямым, а косвенным — контрольный пакет этой компании был передан пяти национальным компаниям с госучастием. China Re является управляющей компанией для «Китайского ядерного страхового пула» и для «Китайского сельскохозяйственного перестраховочного пула». На 2018 год это была крупнейшая перестраховочная компания в Азии и восьмая перестраховочная компания мира по объёмам перестраховочной премии, контрольный пакет в ней остаётся у государства.

### Другие страны
Одной из распространённых функций государственного перестрахования — помимо удержания перестраховочных премий в национальной экономике — является обеспечение перестраховочной ёмкости либо для всех застрахованных рисков в стране, либо для какой-то их части, которую национальные страховщики по тем или иным причинам не в состоянии самостоятельно застраховать без господдержки. Характерным примером такого рода является создание в разных странах государственных перестраховщиков для обеспечения перестраховочной защиты при страховании катастрофических рисков по договорам страхования от огня или иного имущественного страхования.
| Страна  | Компания                                   | Год создания | Для каких рисков обеспечивается перестрахование                                     |
| ------- | ------------------------------------------ | ------------ | ----------------------------------------------------------------------------------- |
| Япония  | Japan Earthquake Reinsurance Company (JER) | 1966         | Землетрясения                                                                       |
| Франция | Caisse Central Reassurance                 | 1982         | Наводнения                                                                          |
| Испания | Concorsio de Compensation de Seguors       | 1991         | Наводнения, землетрясения, цунами, извержения вулканов, ураганы, политические риски |

Для решения таких же задач созданы и функционируют государственные перестраховочные компании в Турции (Turk Re), Узбекистане (Kafolat), Кении (Kenya Re), Cловении (Triglav Re), Намибии (Namib Re) и в других странах.

## История создания РНПК
В конце 1994 года Росстрахнадзор подготовил проект указа президента РФ «О создании Российский национальной перестраховочной компании». Согласно этому указу, создаваемая РНПК наделялась весьма широкими полномочиями: предполагалось, что страховщики будут в обязательном порядке перестраховывать в ней все риски, превышающие 1/10 размера собственных средств. Через эту компанию должно было проходить всё зарубежное перестрахование (тем самым РНПК выполняла бы и функции валютного контроля), ей поручался надзор за деятельностью в России зарубежных перестраховщиков и брокеров. Однако этот указ так и не прошёл все фазы согласований и не был подписан президентом Ельциным.
Еще один проект создания национальной перестраховочной ёмкости, но без государственного участия, был запущен в июле 2006 года на базе принадлежавшей страховой компании «РЕСО-Гарантия» перестраховочной компании «РЕСО-Ре», которая была переименована в «Unity Re». Его автор — генеральный директор «Unity Re», возглавлявший ранее страховую компанию «АСКО» (1990—1994) и перестраховочную компанию «Москва Ре» (1995—2005) Григорий Фидельман — пытался убедить всех крупнейших страховщиков России, Украины и Казахстана войти в уставный капитал этой компании с тем, чтобы довести его к 2008 году до $110 млн. Это позволило бы резко сократить объём рисков, отдаваемых в перестрахование иностранным компаниям и уменьшить отток перестраховочных премий за границу. Однако этот проект не вызвал должного интереса у страховых компаний и был свёрнут в октябре 2006 года.
Импульсом к практической реализации давно обсуждаемых проектов стали введённые против России в 2014 году экономические санкции. Они достаточно чувствительно ударили по страхованию и перестрахованию в России — около 1,4 тыс. объектов на общую сумму в ₽1,35 трлн осталось без перестраховочной защиты (а значит — и без страхования). Реакция государства на проблемы с покрытием крупных рисков государственного значения была оперативной — уже в апреле 2014 года, практически сразу после объявления экономических санкций против РФ, у первого вице-премьера Игоря Шувалова прошло совещание с участием представителей Минэкономразвития, Минфина и ВЭБа. На этом совещании обсуждалось создание государственной перестраховочной компании для решения проблем, связанных с перестрахованием объектов, страхователями по которым выступали попавшие под ограничения компании и организации. Стоимость проекта создания государственного перестраховщика была оценена в ₽50 млрд, кроме перестрахования таких рисков он должен был, по планам, помочь в пресечении полулегального увода денег за рубеж под видом перестраховочных операций.
23 июня 2015 года на совещании в Банке России страховщикам было объявлено, что Банк России намерен создать Национальную перестраховочную компанию (НПК) с уставным капиталом ₽71 млрд. Более подробно детали проекта по созданию НПК обсуждались на совещании у председателя Банка России Эльвиры Набиуллиной с участием представителей Минфина, Минэкономразвития, ФАС и страховщиков 3 марта 2016 года. На нём было объявлено, что главными направлениями деятельности НПК станут перестрахование рисков лиц, в отношении которых имеются ограничения, прямо или косвенно связанные с решениями органов иностранных государств или международных организаций и препятствующие их перестрахованию за пределами территории Российской Федерации; собственников жилых помещений, заключивших с перестрахователем (страховщиком) договоры страхования на случай утраты (гибели) жилого помещения в результате чрезвычайных ситуаций, в том числе пожара, наводнения, иного стихийного бедствия, в случаях, предусмотренных законодательством Российской Федерации. Кроме того, на этом совещании окончательное одобрение получила 10 % обязательная цессия — обязанность страховщиков предлагать НПК в перестрахование 10%-ую долю каждого отдаваемого в перестрахование риска. После этого 29 июля 2016 года Банк России своим решением создал НПК, утвердил наблюдательный совет и руководителя компании — бывшего первого заместителя председателя правления страховой компании «СОГАЗ» Николая Галушина. С 29 декабря 2017 года, после подписания распоряжения Минюста РФ и регистрации изменений в уставе компании в ФНС, компания была переименована в «Российскую национальную перестраховочную компанию» (РНПК) и поменяла свой логотип. По решению Центробанка, единственного акционера РНПК, на позицию президента — председателя правления РНПК с 1 июля 2019 года была назначена Наталья Карпова, занимавшая ранее должность заместителя председателя правления и курировавшая блоки андеррайтинга и заключения договоров перестрахования.

## Деятельность

### Нормативная база
Деятельность РНПК регулируется статьями 13.1-13.3 федерального закона № 4015-1 "Об организации страхового дела в Российской Федерации. Перестраховочные операции начаты компанией в октябре 2016 года в форме факультативного перестрахования (когда каждый риск предлагается страховщиком в перестрахование не в составе пакета однотипных рисков, а на индивидуальной основе). Тогда все отношения между РНПК и её клиентами-цедентами регулировались исключительно заключёнными между ними договорами перестрахования. До конца 2016 года компания получила 148,5 млн руб. перестраховочных премий.
С 1 января 2017 года вступили в силу положения статей 13.1-13.3 федерального закона № 4015-1, в соответствии с которыми все страховщики обязаны предлагать РНПК долю не менее 10 % во всех передаваемых в перестрахование рисках, а РНПК обязана принимать в перестрахование 10 % по всем рискам лиц, в отношении которых имеются ограничения, прямо или косвенно связанные с решениями органов иностранных государств или международных организаций и препятствующие их перестрахованию за пределами территории Российской Федерации. Поток перестраховочной премии при этом увеличился на порядок — только за одну первую неделю действия закона компания получила 570 млн руб. или более чем в три раза больше, чем за весь IV квартал предыдущего года.
В марте 2022 года вступил в силу закон об увеличении доли премий, передаваемых РНПК компаниями-цедентами (перестрахователями) с 10 % до 50 %.

### Показатели
По итогам первого полугодия 2020 года РНПК собрала 9,3 млрд руб. перестраховочных премий (рост на 22,4 %) и получила 3,9 млрд руб. чистой прибыли (рост на 29,6 %).
Основной рост премий пришёлся на строительно-монтажное, морское и личное страхование.
Выплаты сократились с 6,9 млрд руб. в первом полугодии 2019 года до 2,4 млрд руб.

### Центр страховых компетенций
Одним из важных направлений развития бизнеса РНПК, определенных в стратегии компании, является создание на базе компании центра страховых компетенций. Среди его задач — разработка стандартов, методик и рекомендаций по управлению рисками, проведение разъясняющих и обучающих вебинаров.

### Инженерный центр
В РНПК создан и функционирует инженерный центр, который помогает андеррайтерам компании объективно оценивать сложные промышленные риски за счёт накопленного российского и международного опыта и экспертизы собственных инженеров. Ещё одним направлением работы инженерного центра является создание цифровой карты природных опасностей территории России. В июле и декабре 2019 года инженерный центр РНПК провёл две конференции для сюрвейеров и риск-менеджеров.

### Рыночные инициативы и проекты
Помимо текущей деятельности, предусмотренной «Законом об организации страховой деятельности», РНПК выступила с рядом важных для страхового рынка инициатив, среди которых:
- информационно-аналитическая работа в форме исследований перестраховочного рынка РФ[38];
- проведение моделирования и создание баз данных для зон стихийных бедствий — затоплений и землетрясений — на территории России[39].

### Членство в ассоциациях и объединениях
С января 2017 года РНПК является членом СРО «Всероссийский союз страховщиков». Кроме того, РНПК является полноправным членом Российского антитеррористического страхового пула (РАТСП), Российской ассоциации авиационных и космических страховщиков (РААКС), Российской палаты судоходства и Международной ассоциации страховщиков технических рисков (IMIA).

### Рейтинговые оценки
- В 2017 году «Аналитическое кредитное рейтинговое агентство» (АКРА) присвоило РНПК кредитный рейтинг «ААА (RU)» по национальной шкале, прогноз «стабильный»[42][43]. Рейтинг ежегодно подтверждался в 2018—2025 годах. В 2024 году компании был присвоен рейтинг BBB+ по международной шкале (подтверждён в 2025)[43].

- Международное рейтинговое агентство Fitch Ratings в 2017 году присвоило компании рейтинг финансовой устойчивости «BBB-», прогноз «позитивный»[44][45]. Рейтинг был подтверждён в 2018 году, а в 2019 повышен до уровня «ВВВ», прогноз «стабильный»[46] (подтвержден в 2020 году). В конце марта 2022 года Fitch Ratings подтвердило рейтинг компании на уровне «CC» и отозвало его в связи с прекращением своей деятельности в России[47].

### Деятельность в условиях санкций
Весной 2022 года, после вторжения России на Украину, зарубежное перестрахование стало практически полностью недоступным для российских страховщиков и РНПК стала главным, а в ряде ситуаций — и единственным — перестраховщиком для российских компаний. Уставный капитал РНПК был увеличен с 70 до 300 млрд.руб, доля рисков, передаваемых в РНПК в обязательном порядке была законодательно увеличена с 10 до 50 %, РНПК начала страховать дебиторскую задолженность импортеров (то есть риски неполучения оплаты за свой товар от зарубежного контрагента), чем ранее занимались иностранные перестраховщики. Однако полностью удовлетворить потребность российского страхового рынка в перестраховании РНПК не смогла. Например, РНПК отказалась покрывать риски, возникающие у авиакомпаний при техобслуживании авиационного парка на фоне остановки поддержки со стороны производителей — Airbus и Boeing. Поэтому в конце лета 2022 года начал обсуждаться предложенный Банком России проект создания конкурентной альтернативы для РНПК — ещё одной крупной российской перестраховочной компании, с участием не только государства, но и страховых компаний РФ.

## Санкции
25 февраля 2023 года, на фоне вторжения России на Украину, РНПК включена в санкционный список стран Евросоюза так как «РНПК перестраховала нефтяные грузы, плавающие под российским флагом, которым западные компании отказали в страховании», поэтому РНПК получает «выгоду от правительства Российской Федерации, которое несет ответственность за аннексию Крыма и дестабилизацию Украины».
8 ноября 2023 компания включена в санкционный список Великобритании против компаний поддерживающих военную экономику России. 13 июня 2024 года РНПК попала под санкции Канады.

## Руководящие и коллегиальные органы РНПК

### Наблюдательный совет
Наблюдательный совет РНПК выполняет функции совета директоров, утвержден решением № 1 единственного учредителя — Банка России — о создании акционерного общества «Перестраховочная компания НПК» от 29 июля 2016 года (позднее состав частично корректировался).

### Совет по перестрахованию
Создание при РНПК совета по перестрахованию, порядок его формирования, его права и полномочия предусмотрены пп.4-6 статьи 13.1 Федерального закона 363-ФЗ «О внесении изменений в Закон Российской Федерации „Об организации страхового дела в Российской Федерации“»" от 3 июля 2016 года. Совет по перестрахованию является коллегиальным совещательным органом компании. Он не участвует непосредственно в управлении компанией, а разрабатывает предложения по приоритетным направлениям деятельности компании, по оценке страховых рисков и управлению ими. Он вправе также давать рекомендации и по другим аспектам деятельности РНПК. Ключевые направления деятельности национальной перестраховочной компании, положение об оценке страховых рисков и управление страховыми рисками, а также изменения в них, до их вынесения на рассмотрение наблюдательным советом, подлежат обязательному предварительному рассмотрению советом по перестрахованию.
Совет по перестрахованию был создан решением наблюдательного совета НПК 22 сентября 2016 года, одобрившем положение о совете и утвердившим его персональный состав.